# Jacques Dodelier
Pour les articles homonymes, voir Dodelier.
Jacques Dodelier (Brest, 10 novembre 1903 - Mort pour la France à Dire Dawa le 16 décembre 1940) est un militaire français, Compagnon de la Libération à titre posthume par décret du 20 août 1941. Capitaine de cavalerie passé dans l'aviation, il refuse l'armistice du 22 juin 1940 et s'engage dans la Royal Air Force. Il meurt lors d'une mission d'observation dans le ciel d'Éthiopie.

## Biographie

### Avant-guerre
Jacques Dodelier naît le 10 novembre 1903 à Brest (Finistère). Son père Henri Dodelier est colonel et son grand-père paternel Charles Dodelier est architecte et ingénieur en génie civil
.
Désireux de suivre les traces de ce dernier (de son père, plutôt ?), il entre en 1922 à l'École spéciale militaire de Saint-Cyr dans la promotion "Metz et Strasbourg" où figure également Philippe Leclerc de Hauteclocque. À sa sortie de l'école, il sert d'abord dans la cavalerie et devient capitaine dans les Spahis. Passé ensuite dans l'aviation, il obtient un brevet d'observateur et est affecté au Groupe de bombardement 1/61 à Youks-les-Bains. C'est là qu'en juin 1940, il apprend la nouvelle de l'armistice.

### Seconde guerre mondiale
Refusant la défaite, il embarque à bord d'un Martin Maryland en compagnie de Roger Ritoux-Lachaud, Robert Cunibil et deux autres hommes. Se dirigeant vers l'Égypte, les cinq aviateurs se posent à Marsa Matruh puis rejoignent le quartier général de la Royal Air Force. Engagés dans la RAF Volunteer Reserve, ils forment avec Pierre de Maismont et René Bauden le no 1 French Bomber Flight. Le 13 juillet 1940, l'unité se rend à Aden au Yemen, effectuant au passage une reconnaissance au-dessus des villes de Massaoua et Assab tenue par les italiens. Jacques Dodelier prend le commandement de l'escadrille lorsque celle-ci est rattachée au no 8 Bomber Squadron de la RAF. Dans le ciel d'Abyssinie, il effectue des missions de reconnaissance et fournit des renseignements sur les mouvements de troupes et l'activité aérienne ennemie. Le 16 décembre 1940, alors qu'il réalise une mission photographique au-dessus de Dire Dawa, l'appareil de Jacques Dodelier est abattu par un avion italien. Des quatre membres d'équipage, seul Robert Cunibil parvient à sauter en parachute.

## Décorations
|  |  |  |  |  |  |
|  |  |  |  |  |  |

| Chevalier de la Légion d'Honneur                     | Chevalier de la Légion d'Honneur | Compagnon de la Libération | Compagnon de la Libération | Croix de Guerre 1939-1945 | Croix de Guerre 1939-1945 |
| Croix de guerre des Théâtres d'opérations extérieurs |                                  |                            |                            |                           |                           |